# Gemini (teleskop)
För andra betydelser, se Gemini.

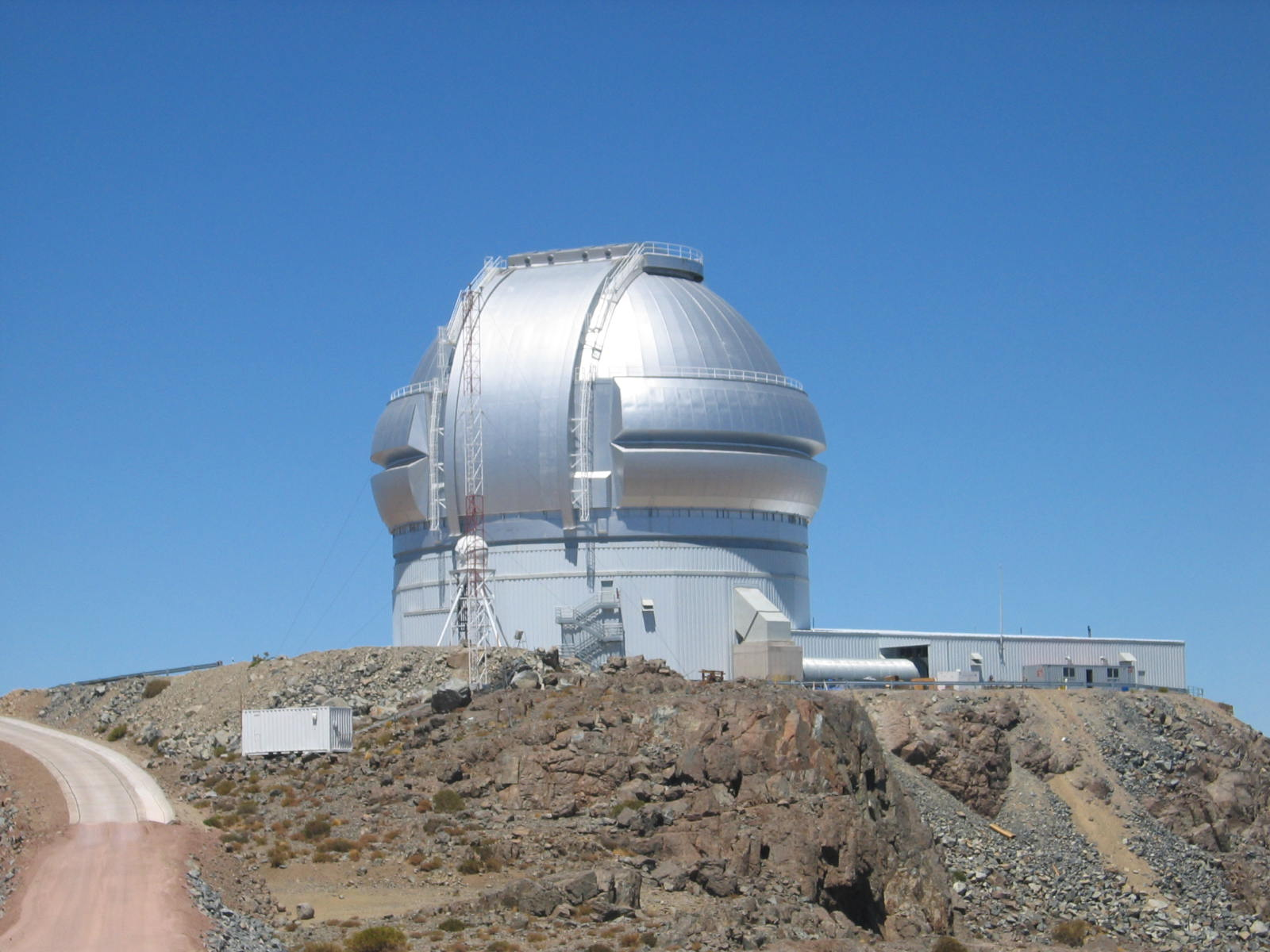
Geminis södra teleskop

Gemini är ett internationellt astronomiskt teleskopprojekt. Två identiska teleskop, Gemini North på Mauna Kea på Hawaii och Gemini South  nordöst om La Serena i Chile, är tvillingteleskop som erbjuder omfattande täckning av den norra och södra himlen och rankas bland de mest avancerade optiska/infraröda teleskopen som finns tillgängliga för astronomer. Teleskopen ägs och drivs av  av Nationella vetenskapsstiftelsen (NSF) i USA, Nationella forskningsrådet i Kanada, CONICYT i Chile, MCTI i Brasilien och MCTIP i Argentina. NSF är den primära bidragsgivaren och tillhandahåller cirka 70 procent av de nödvändiga resurserna. The Association of Universities for Research in Astronomy (AURA) sköter driften och underhållet av observatoriet genom ett samarbetsavtal med NSF, som fungerar som verkställande organ på uppdrag av de internationella partnerna.

## Instrumentering

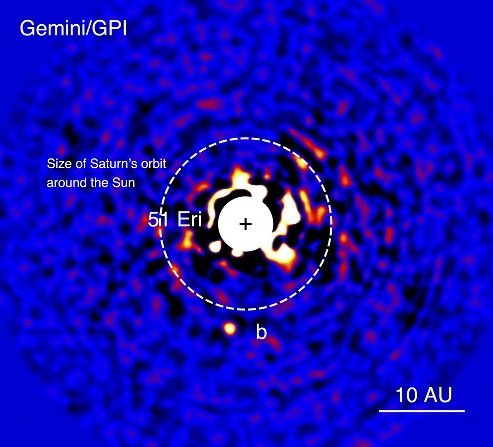
Gemini Planet Imager (GPI) bild av en planet som kretsar kring en avlägsen stjärna känd som 51 Eridani. Den ljusa centrala stjärnan har till största delen tagits bort av en maskin- och mjukvarumask för att möjliggöra upptäckten av exoplaneten (märkt "b") som är en miljondel så ljusstark.

### Adaptiv optik
Båda Gemini-teleskopen använder sofistikerade toppmoderna adaptiva optiksystem. Gemini North använder rutinmässigt ALTAIR-systemet, byggt i Kanada, som uppnår ett 30–45-procentigt Strehl-förhållande på ett 22,5 bågsekundskvadratfält och kan mata NIRI, NIFS eller GNIRS och kan använda naturliga eller laserguidestjärnor. Tillsammans med NIRI medverkade det till upptäckten av HR 8799b.
På Gemini South kan Gemini Multi-Conjugate Adaptive Optics System (GeMS) användas med FLAMINGOS-2 nära-infraröd bildapparat och spektrometri, eller Gemini South Adaptive Optics Imager (GSAOI), som ger enhetlig, diffraktionsbegränsad bildkvalitet till synfält i bågminutskala. GeMS tog emot det första ljuset den 16 december 2011. Med hjälp av en konstellation av fem laserguidestjärnor uppnådde det FWHM på 0,08 bågsekunder i H-bandet över ett fält på 87 bågsekunders kvadrat.
En adaptiv sekundärspegel har övervägts för Gemini, som skulle ge rimliga adaptiva optiska korrigeringar (motsvarande naturligt seende på 20-percentilnivån under 80 procent av tiden) till alla instrument som är inkopplade på teleskopet. År 2017 fanns det dock inga planer på att genomföra en sådan uppgradering till något av teleskopen. 

### Instrument

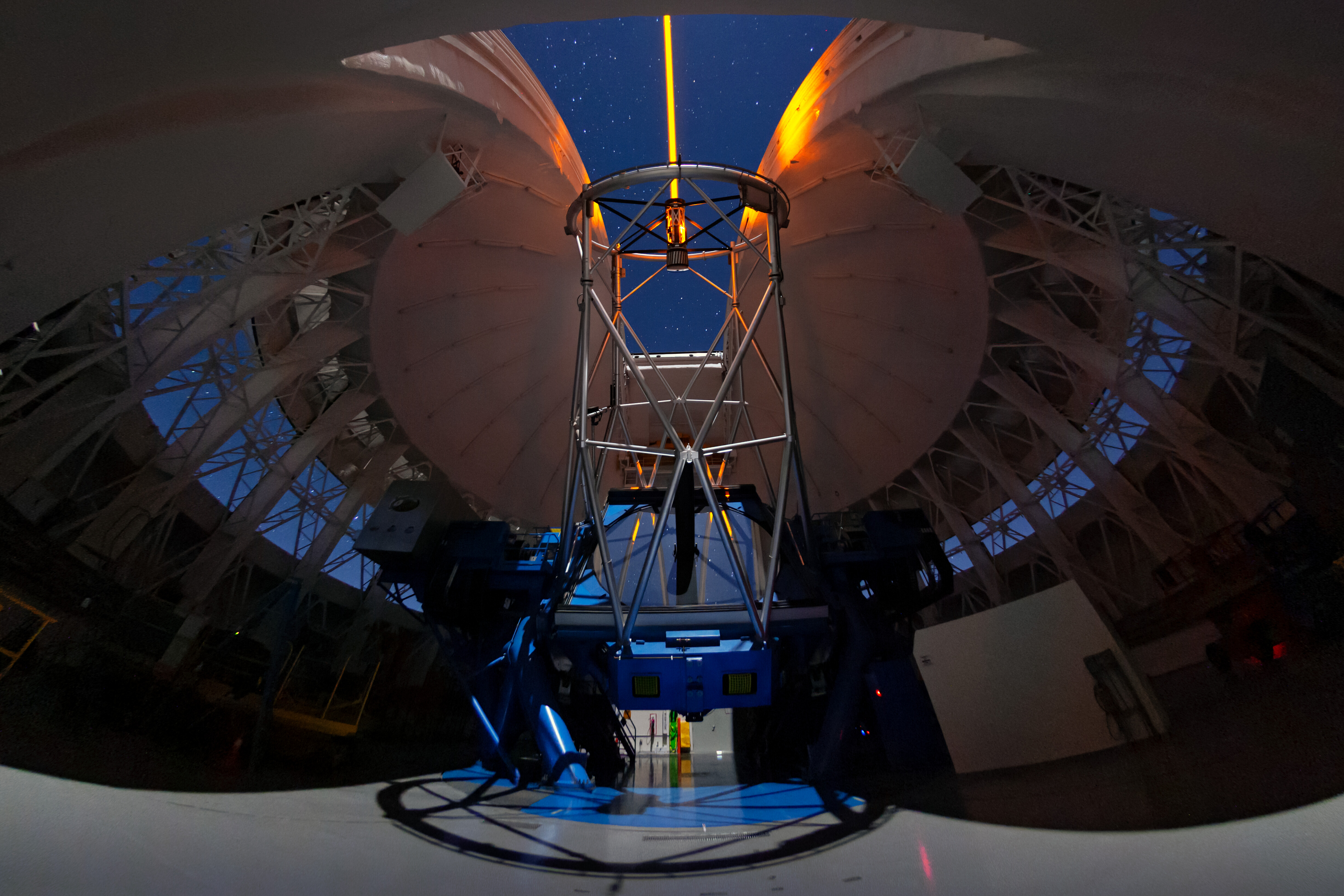
Laser projicerar en laserguidestjärna (LGS) på Gemini South, en del av det adaptiva optiksystemet som används för att korrigera för distorsion orsakad av turbulens i atmosfären

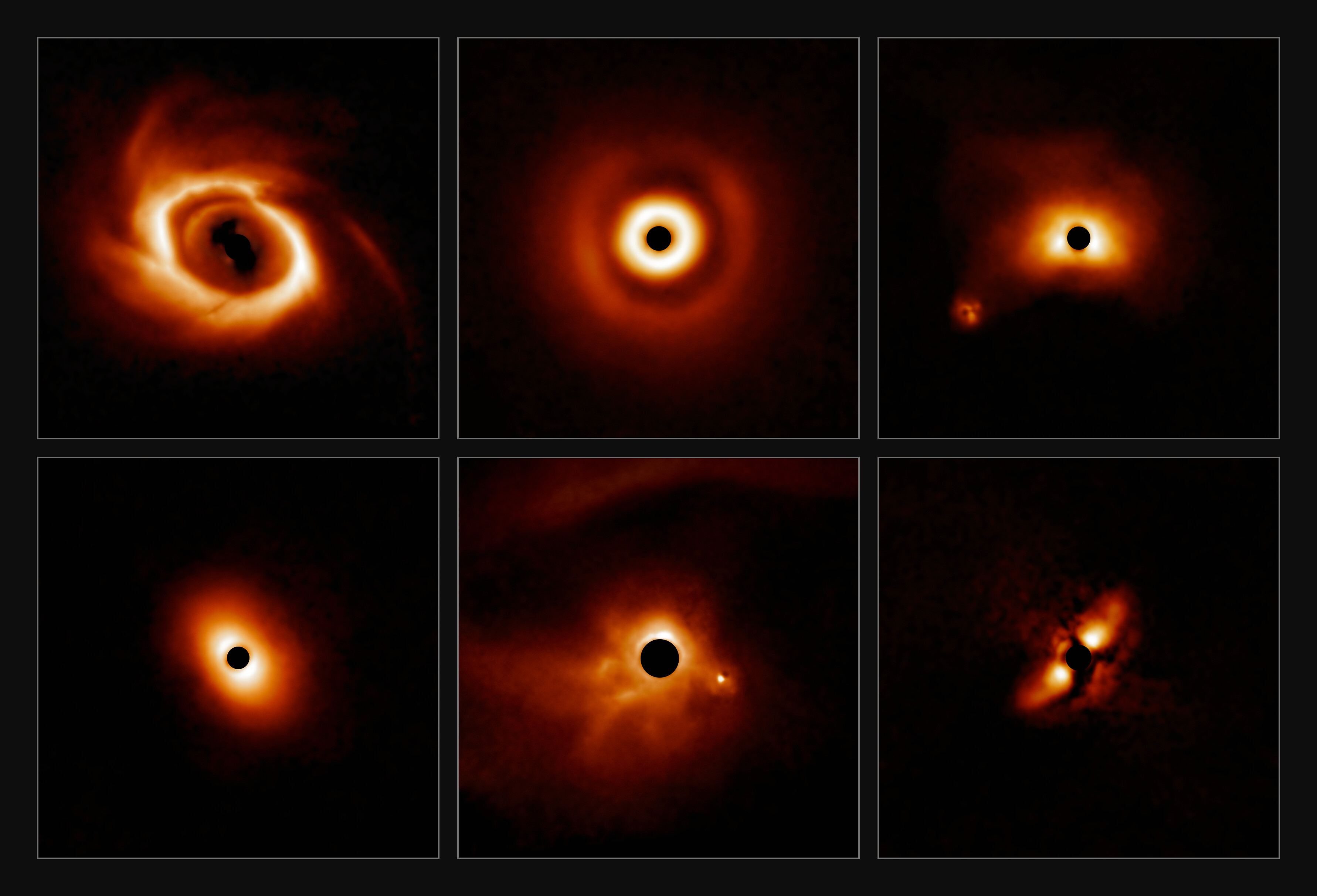
Mosaik av ett urval av stoftskivor som hittats i ny undersökning

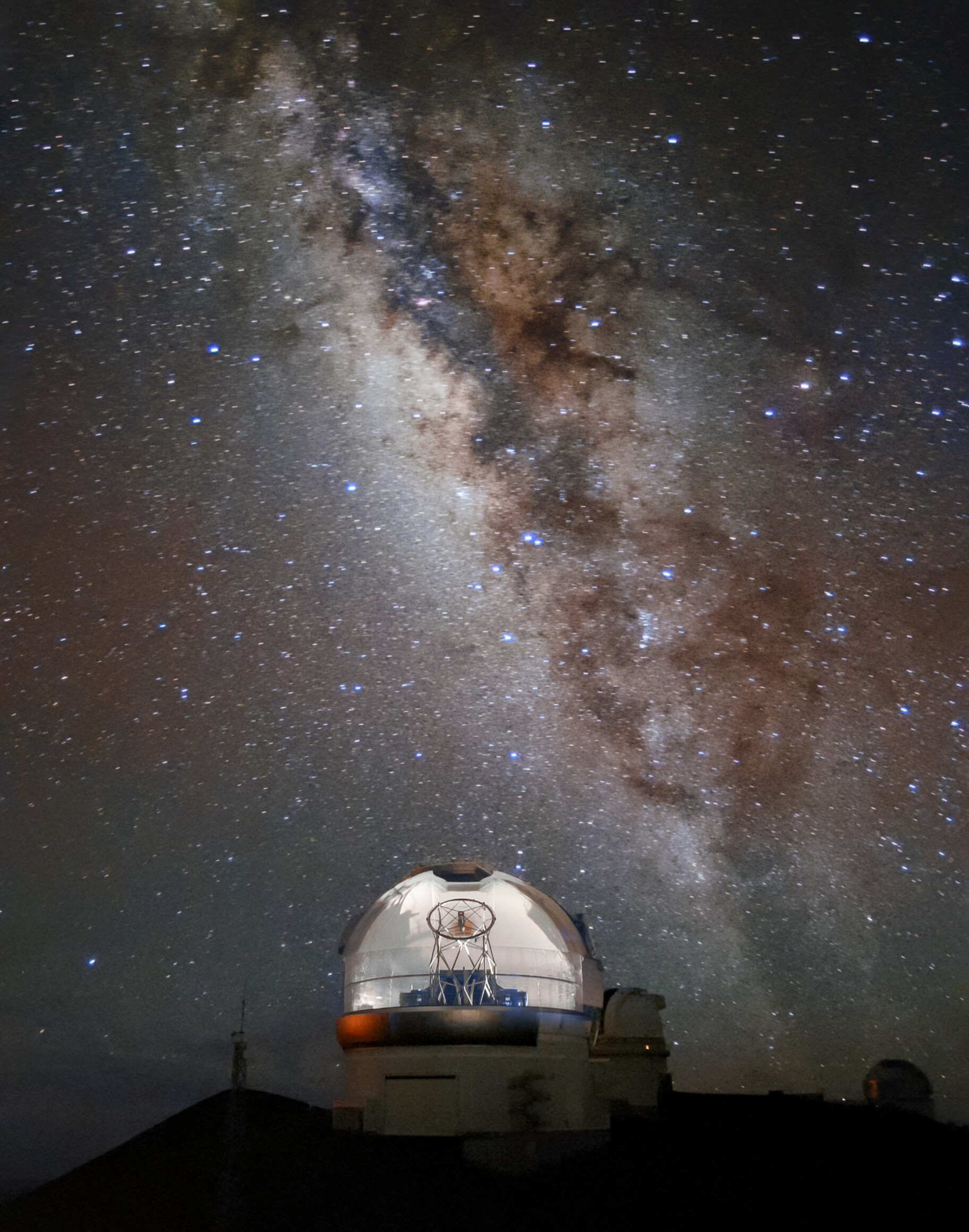
Under kupolen

Under de senaste åren har Gemini Board instruerat observatoriet att endast stödja fyra instrument vid varje teleskop. Eftersom Gemini North och Gemini South i huvudsak är identiska, kan observatoriet flytta instrument mellan de två platserna, och gör det regelbundet. Två av de mest populära instrumenten är Gemini Multi-Object Spectrographs (GMOS) på vart och ett av teleskopen. Dessa instrument byggdes i Edinburgh, Skottland av Storbritanniens astronomiska teknikcenter och tillhandahåller multiobjektspektroskopi, långslitsspektroskopi, avbildning och integrerad fältspektroskopi på optiska våglängder. Detektorerna i varje instrument har nyligen uppgraderats med Hamamatsu Fotonik-enheter, som avsevärt förbättrar prestandan i den bortre röda delen av det optiska spektrumet (700–1 000 nm).
Nära-infraröd avbildning och spektroskopi tillhandahålls av instrumenten NIRI, NIFS, GNIRS, FLAMINGOS-2 och GSAOI. Tillgängligheten och detaljerade beskrivningar av dessa instrument finns dokumenterade på Gemini Observatorys webbplats. 
Ett av de mest spännande nya instrumenten på Gemini är GPI, Gemini Planet Imager. GPI byggdes av ett konsortium av amerikanska och kanadensiska institutioner för att uppfylla kraven i ExAOC Extreme Adaptive Optics Coronagraph-förslaget. GPI är en extrem adaptiv optisk avbildningspolarimeter/integralfältspektrometer, som ger diffraktionsbegränsade data mellan 0,9 och 2,4 mikron. Den kan direktavbilda planeter runt närliggande stjärnor som är en miljondel så ljusstarka som deras värdstjärna.
Gemini stöder också ett kraftfullt program för besökarinstrument. Instrument kan föras till båda teleskopen under korta tidsperioder och användas för specifika observationsprogram av instrumentteamen. I utbyte mot tillgång till Gemini görs instrumenten sedan tillgängliga för hela Gemini-gemenskapen, så att de kan användas för andra vetenskapliga projekt. Instrument som har använt detta program är Differential Speckle Survey Instrument (DSSI), Phoenix nära-infraröd Echelle-spektrometer och TEXES medel-infraröd spektrometer. ESPaDOnS-spektrografen placerad i källaren på Kanada–Frankrike–Hawaii-teleskopet (CFHT) används också som ett "besöksinstrument", även om det aldrig flyttas från CFHT. Instrumentet är kopplat till Gemini-North via en 270 meter lång optisk fiber. Detta arrangemang, känt som GRACES, ger mycket högupplöst optisk spektroskopi på ett 8-meters teleskop.
Geminis silverbeläggning och infrarödoptimering tillåter känsliga observationer i den medel-infraröda delen av spektrumet (5–27 μm). Historiskt sett har medel-infraröda observationer erhållits med T-ReCS vid Gemini South och Michelle vid Gemini North. Båda instrumenten har avbildnings- och spektroskopiska funktioner, men ingen av dem används för närvarande vid Gemini.

### Frågor om instrumentutveckling
Den första fasen av utvecklingen av Gemini-instrumentering gick inte smidigt. Scheman försenads med flera år, och budgetarna överskreds ibland med så mycket som en faktor två. Under 2003 analyserades instrumentutvecklingsprocessen på nytt i Aspen-rapporten där det till exempel introducerades ett incitamentsprogram där instrumentutvecklare garanterades betydande tilldelningar av teleskoptid om de levererade instrumentet i tid och förlorade den när instrumentet är försenat.
En spektrograf med flera objekt med brett fält fick vetenskapligt stöd, men skulle ha krävt stora förändringar i teleskopets utformning - det skulle ha krävt att ett av teleskopen helt användes åt det instrumentet. Projektet avslutades 2009.

### Instrumentutveckling i andra omgången
I januari 2012 startade Gemini-observatoriet och ny omgång instrumentutveckling. Denna process har sedan dess haft hög effekt i utvecklingen av en optisk spektrograf som kallas GHOST, med inplementering från april 2022 och idrifttagning i juni 2022. [19 ]